# Phantom (2013)
Phantom ist ein US-amerikanischer Actionfilm, der am 1. März 2013 in den USA in den Kinos anlief. Todd Robinson schrieb das Drehbuch und führte Regie, die Hauptdarsteller sind Ed Harris, David Duchovny und William Fichtner.
Der Film erzählt die Geschichte eines sowjetischen U-Boot-Kapitäns, der versucht, einen Krieg zu verhindern. Er basiert lose auf den Gerüchten um das U-Boot K-129, das 1968 unter ungeklärten Umständen in der Nähe von Pearl Harbor gesunken ist.

## Handlung
Als langgedienter U-Boot-Kapitän der sowjetischen Marine steht Demi Zubov kurz vor seiner Pensionierung, wird dann aber von seinem Vorgesetzten Markov auf eine letzte geheime Mission geschickt. Er soll mit einem U-Boot ein Flottenmanöver der Amerikaner beobachten, das auf dem Höhepunkt des Kalten Krieges im Pazifik stattfindet. Mit an Bord des U-Boots sind sein Erster Offizier Alex Kozlov sowie der vermeintliche Techniker Bruni, der eigentlich ein KGB-Agent ist. Als das U-Boot ausläuft, begeht Markov Selbstmord.
Auf der Fahrt passieren seltsame Dinge, die Demi und Alex vorsichtig gegenüber Bruni und seinen Leuten machen, zumal ihr U-Boot etliche Torpedos, eine Atomrakete und eine Art Tarnvorrichtung, genannt Phantom enthält, welche die akustische Signatur des U-Boots verfälscht und es so für die Sonarortung anderer Schiffe wie ein ziviles Schiff oder wie eine Gruppe von Schiffen klingen lassen kann. Als Demi Bruni nach den Hintergründen befragt, wird er von Brunis Männern mit Waffen bedroht. Bruni soll einen Krieg zwischen den Vereinigten Staaten und China anzetteln, indem er mit der Tarnvorrichtung vorgibt, ein chinesisches Schiff zu sein und dann die Amerikaner mit der Atomrakete angreift. Alle, die zu Demi halten, werden mit ihm zusammen weggesperrt. Demi offenbart, dass er bei einer früheren Mission bei einem Brand zahlreiche seiner Leute verlor und seitdem unter traumatischen Wahnvorstellungen leidet.
Demi und seine Leute können sich schließlich befreien, die Kontrolle über das Boot wiedergewinnen und eine Nachricht über ihre Notlage an ein weiteres sowjetisches U-Boot absetzen. Die Besatzungsmitglieder Tyrtov und Sasha versuchen, die Atomrakete zu deaktivieren. In dem erbitterten Kampf um das U-Boot sterben viele Männer auf beiden Seiten, und schließlich werden sie von dem herbeigerufenen U-Boot torpediert. Schwer getroffen und beschädigt, sinkt ihr Boot auf den Meeresgrund. Alex wird in einem Tauchanzug losgeschickt, um Hilfe zu holen. Die anderen Personen an Bord kämpfen in der rauchigen, vergifteten Atemluft um ihr Leben. Bruni gesteht Demi, dass er damals Mitglied seiner Besatzung und für das Feuer und den Tod der Männer verantwortlich war.
Letztendlich wird das U-Boot geborgen, alle Insassen werden jedoch tot vorgefunden. Bei einer feierlichen Abschiedszeremonie salutiert Alex, inzwischen selbst Kapitän, und erweist seinem ehemaligen Kommandanten so den letzten Respekt.

## Rezeption
An den US-amerikanischen Kinos war der Film nur etwas über zwei Wochen in den Kinos und spielte in dieser Zeit etwas über eine Million US-Dollar ein. Diesem Einspielergebnis stand ein Produktionsbudget von ca. 18 Millionen US-Dollar gegenüber.